# Константа на Стефан – Болцман
Константата на Стефан – Болцман (също константа на Стефан) е константата на пропорционалност в закона на Стефан – Болцман: „общият интензитет, излъчен сред всички дължини на вълната, се увеличава, докато температурата се увеличава“ на абсолютно черно тяло и е пропорционален на четвъртата степен на термодинамичната температура. Теорията на топлинното излъчване залага теорията на квантовата механика, използвайки физика, за да се направи връзка с молекулните, атомните и субатомните нива. Австрийският физик Йозеф Стефан формулира константата през 1879 г., а през 1884 г. тя е изведена от австрийския физик Лудвиг Болцман. Уравнението също може да бъде изведено от закона на Планк, интегрирайки върху всички дължини на вълната при дадена температура, което би представлявало малка равна абсолютно черна кутия. Константата на Стефан – Болцман може да бъде използвана, за да се измери количеството топлина, което е излъчено от абсолютно черно тяло, което поглъща цялото лъчение, което попада върху него. Освен това, константата позволява температурата (K) да бъде преобразувана в единици за интензитет (W m−2), което е мощност върху единица площ.
Стойността на константата на Стефан – Болцман в SI е
{\displaystyle \sigma =5,670367(13)\times 10^{-8}} W·m−2·K−4
В CGS константата е:
{\displaystyle \sigma =5,670367(13)\times 10^{-5}} erg·s−1·cm−2·K−4.
Стойността на константата е извличима и експериментално определима. Може да бъде определена по отношение на константата на Болцман така:
{\displaystyle \sigma ={\frac {2\pi ^{5}k_{\rm {B}}^{4}}{15h^{3}c^{2}}}={\frac {\pi ^{2}k_{\rm {B}}^{4}}{60\hbar ^{3}c^{2}}}=5.670373(21)\,\times 10^{-8}\ {\textrm {J}}\,{\textrm {m}}^{-2}\,{\textrm {s}}^{-1}\,{\textrm {K}}^{-4}}
където:
- kB е константата на Болцман;
- h е константата на Планк;
- ħ е редуцираната константа на Планк;
- c е скоростта на светлината във вакуум.